# Inia (dopływ Obu)
Inia (ros.  Иня ) – rzeka w Rosji, w zachodniej części Syberii, prawy dopływ Obu. Długość rzeki wynosi 663 km, powierzchnia dorzecza 17 600 km².

## Przebieg rzeki
Źródła rzeki zlokalizowane są w centralnej części Zagłębia Kuźnieckiego w Obwodzie kemerowskim, na wysokości 260 m n.p.m. Rzeka zasilana jest głównie wodami z topniejących śniegów. W środkowym biegu, na przeważającej długości, płynie w kierunku północno-zachodnim. W dolnym biegu zakręca w stronę południowo-zachodnią. Ujście do rzeki Ob jako prawy dopływ około 5 km na południowy wschód od centrum Nowosybirska.
Największe miejscowości położone nad Inią to Poilsajewo, Lenińsk Kuźniecki, Toguczin i Nowosybirsk.
Rzeka zamarza w okresie do początku listopada do połowy kwietnia. W okresie wiosennym rzeka jest żeglowna. Jest również wykorzystywana do spławiania drewna. Podczas wysokich stanów wody może być wykorzystywana do raftingu.

## Główne dopływy
- Ur (lewy)
- Baczat (lewy)
- Kasama (dopływ Ini) (lewy)